# N299 (België)
De N299 is een gewestweg in Ukkel, België tussen de N261 en de N5. De weg heeft een lengte van ongeveer 2 kilometer en verloopt via de De Frélaan. De weg bevat twee rijstroken voor beide rijrichtingen samen.